# كونراد غالاغر
كونراد غالاغر (بالإنجليزية: Conrad Gallagher)‏ (ولد في 12 مارس 1971) هو الحائز على جائزة أفضل طاه/ صاحب مطعم أيرلندي من ليتيركيني، مقاطعة دونيجال.

## حياته
نشأ غالاغر في مرتفعات هاوثورن، ليتيركيني، بمقاطعة دونيجال، وأكمل تعليمه في سكويل تشولمسيلي وكوليدج سانت ايونان. في سيرته الذاتية «العودة إلى القائمة: حياتي المتأرجحة» أوضح كيف كان المطبخ بمثابة منزل له منذ أن كان صغير وأنه لم يحب المدرسة بسبب تعرضه للاعتداء الجنسي في كلتا المدرستين.
خلال دراسته في مدرسة كوليدج سانت ايونان، ألتحق بفرقة «كاكيستوجراسي». استلهم حبه للطبخ من طبخ والدته وجدته، عندما كان في سن 16 غادر مدرسة سانت ايونان وبدأ بالتدرب للعمل كطاهٍ في مطعم كلية كيليبيغز لتقديم الطعام. وواصل تدريبه الرسمي وعمل فيما بعد مع بعض كبار الطهاة الأيرلندين لزيادة مهاراته، واصل غالاغر عمله حتى فاز بأربعة ميداليات ذهب في فندق أولمبيا وفاز باللقب الرفيع «طاه أيرلندا».

## كتب
- Conrad Gallagher's new Irish cooking recipes from Dublin's Peacock Alley, 1997, ISBN 1899047298
- Take 6 ingredients 100 ingenious recipes to create simple, delicious meals, 2003, ISBN 1899047921
- Back on the menu my rollercoaster life, 2010, ISBN 1906353255 / 9781906353254
- One pot wonders, 2011, ISBN 085783018X / 9780857830180
- In 3 easy steps Fabulous food without the fuss, 2011, ISBN 0857830198 / 9780857830197